# Anomis sophistes
Anomis sophistes là một loài bướm đêm trong họ Erebidae.